# Brian Ihnacak
Brian Stephen Ihnacak, född 10 april 1985 i Toronto, är en kanadensisk professionell ishockeyspelare som spelar för Vålerenga Ishockey i GET-ligaen.

## Spelarkarriär
Brian är son till Peter och brorson till Miroslav Ihnačák, tidigare spelare i National Hockey League. Född och uppvuxen i Kanada, började Brian spela hockey i Ontario Junior Hockey League med St. Michael's Buzzers. År 2003 skrev han in sig vid Brown University, där han spelade för universitetets hockeylag under de fyra efterföljande säsongerna och vann några individuella utmärkelser. Ihnacak draftades som 259:e spelare totalt av Pittsburgh Penguins i den nionde omgången av NHL Entry Draft 2004.
Mellan 2007 och 2011 delade Ihnacak sin speladress mellan Slovakien, familjens ursprungsland, och Nordamerika. I slovakiska Extraliga spelade han för Kežmarok och Poprad Zvolen, medan han i Amerika spelade i farmarligorna ECHL och CHL.
Med innehav av italienskt medborgarskap, flyttade Ihnacak under hösten 2011 till Serie A för spel i SG Pontebba. Han avslutade säsongen med 42 poäng på lika många matcher. Följande år flyttade Ihnacak till HC Valpellice, där han vann sin första titel, Coppa Italia 2012/2013. Inför säsongen 2013/2014 förnyade Ihnacak sitt kontrakt med laget från Piemonte.
I februari 2014, en vecka efter att Chris DiDomenico, tvåa i poängligan efter Ihnacak, lämnat ligan för spel i NLB, aviserade Ihnacak sin vilja att lämna klubben för spel utomlands. Den 17 februari 2014 meddelade allsvenska Malmö Redhawks att Ihnacak skrivit på för klubben. Ihnacak gjorde sin debutmatch redan samma dag när Malmö mötte Södertälje SK på bortaplan, i vilken han svarade för en assistpoäng.
Det blev dock ingen fortsättning i Malmö efter säsongen och han gick då till ett provspel för Düsseldorfer EG. Ihnacak hade spelat till sig ett kontrakt, men veckan innan han skulle skriva på drabbades klubben av skador på två viktiga backar. Detta medförde att Düsseldorf istället var tvungen att prioritera backsidan och kontraktet med Ihnacak uteblev därmed. Den 10 september 2014 skrev Ihnacak istället på för Vålerenga Ishockey i GET-ligaen.